# Майлс-Коув
Майлс-Коув (англ. Miles Cove) — містечко в Канаді, у провінції Ньюфаундленд і Лабрадор.

## Населення
За даними перепису 2016 року, містечко нараховувало 104 особи, показавши скорочення на 24,1%, порівняно з 2011-м роком. Середня густина населення становила 25,8 осіб/км².
З офіційних мов обидвома одночасно володіли 5 жителів, тільки англійською — 100.
Працездатне населення становило 36,8% усього населення, рівень безробіття — 42,9% (33,3% серед чоловіків та 0% серед жінок). 100% осіб були найманими працівниками, а 0% — самозайнятими.

## Клімат
Середня річна температура становить 3,6°C, середня максимальна – 19,5°C, а середня мінімальна – -13,2°C. Середня річна кількість опадів – 1 037 мм.
| Клімат поселення                              | Клімат поселення | Клімат поселення | Клімат поселення | Клімат поселення | Клімат поселення | Клімат поселення | Клімат поселення | Клімат поселення | Клімат поселення | Клімат поселення | Клімат поселення | Клімат поселення | Клімат поселення |
| Показник                                      | Січ.             | Лют.             | Бер.             | Квіт.            | Трав.            | Черв.            | Лип.             | Серп.            | Вер.             | Жовт.            | Лист.            | Груд.            |                  |
| Середній максимум, °C                         | −2,93            | −3,24            | 0,61             | 6,08             | 11,03            | 15,86            | 19,52            | 19,06            | 14,68            | 9,41             | 4,69             | −1,15            |                  |
| Середня температура, °C                       | −7,92            | −8,22            | −4,39            | 1,08             | 6,04             | 10,86            | 16,08            | 15,61            | 11,24            | 5,98             | 1,26             | −4,59            |                  |
| Середній мінімум, °C                          | −12,92           | −13,22           | −9,38            | −3,92            | 1,05             | 5,86             | 12,63            | 12,17            | 7,80             | 2,52             | −2,19            | −8,04            |                  |
| Норма опадів, мм                              | 89               | 84               | 72               | 72               | 79               | 95               | 83               | 112              | 90               | 93               | 82               | 86               |                  |
| Середньомісячна швидкість вітру, м/с          | 6.70             | 6.30             | 6.18             | 5.62             | 5.10             | 4.88             | 4.50             | 4.68             | 5.20             | 5.69             | 6.33             | 6.69             |                  |
| Середньомісячна сонячна радіація, кДж/м²·день | 3763             | 6771             | 10782            | 14394            | 17391            | 18995            | 18612            | 15633            | 11488            | 6764             | 3851             | 2784             |                  |
| --------------------------------------------- | ---------------- | ---------------- | ---------------- | ---------------- | ---------------- | ---------------- | ---------------- | ---------------- | ---------------- | ---------------- | ---------------- | ---------------- | ---------------- |
| Джерело:                                      |                  |                  |                  |                  |                  |                  |                  |                  |                  |                  |                  |                  |                  |